# اردوان فرهاد مشیری
اردوان فرهاد مشیری، (زاده ۲۷ اردیبهشت ۱۳۳۴ - شیراز) تاجر و سرمایه‌دار ایرانی-بریتانیایی است. مشیری سهام‌دار تعدادی شرکت فولاد و انرژی در بریتانیا و روسیه است و او همچنین مالک باشگاه اورتون انگلستان است.سرمایه او ۳/۵ میلیارد دلار تخمین زده میشود.
فرهاد مشیری اگر چه جزو ۱۰ ثروتمند برتر بریتانیا نیست اما او جزو میلیاردرهایی است که به تازگی به جمع ثروتمندان بزرگ بریتانیا اضافه شده‌است.
مشیری به همراه شریکش در سال ۲۰۰۷، ۱۴٫۶۵ درصد سهام باشگاه آرسنال را خریداری کردند و چند ماه بعد صاحب ۲۳ درصد از سهام این باشگاه شدند. در همان روزها بود که مشیری اعلام کرد حداقل ۲۵ درصد از سهام آرسنال را می‌خواهد و در سال ۲۰۱۲، نزدیک به ۳۰ درصد از سهام آرسنال به مشیری و شریکش رسید.
در فوریه ۲۰۱۶، اردوان فرهاد مشیری پس از واگذار کردن سهامش به علی‌شیر عثمانف، ۴۹٫۹ درصد از سهام باشگاه اورتون را خریداری کرد. مشیری تابعیت ایرانی-بریتانیایی دارد. همسر سابق وی، نازنین انصاری روزنامه نگار است. وی به همراه دو فرزندش در موناکو زندگی می‌کند. مشیری به همراه عثمانف پروژه‌های زیادی را در روسیه و بریتانیا انجام دادند. مشیری در روزهای نخست حضور در باشگاه اورتون در طی مصاحبه‌ای گفت: «می‌خواهم بخشی از آینده باشگاه باشم. اورتون همیشه ثبات داشته‌است و از سال ۱۹۵۴ در بالاترین سطح باقی‌مانده‌است. اورتون باشگاه بزرگی است که باید برنده باشد.». بر طبق گزارش وبسایت فوربس در ماه مارس۲۰۱۷، ثروت او حدود ۲٫۳ میلیارد دلار تخمین زده شده است.